# Serene (du thuyền)
Serene là một trong những siêu du thuyền tư nhân lớn nhất thế giới. Tàu này được xây dựng bởi xưởng đóng tàu Fincantieri Ý và giao cho chủ sở hữu trong tháng 8 năm 2011. Lúc giao hàng, nó là một trong 10 chiếc du thuyền lớn nhất thế giới với tổng chiều dài là 134 mét.

## Cấu trúc
Ngoài bảy sàn với tổng diện tích 4.500 m² trên tàu có hai sân đỗ trực thăng, một nhà chứa máy bay trực thăng, một hồ bơi nước mặn và một tàu ngầm cho một độ sâu lặn lên đến 100 mét.

## Quyền sở hữu
Con tàu được xây dựng cho doanh nhân vodka tỉ phú người Nga Yuri Scheffler với giá $ 330 triệu  và mua vào năm 2015 bởi Mohammed bin Salman, Phó Thái tử Ả Rập Xê Út và bộ trưởng bộ quốc phòng với giá khoảng 500 triệu Euro.
Vào mùa hè năm 2014, Bill Gates thuê du thuyền này, trả 5 triệu $ Mỹ một tuần.